# Cécile Kyenge

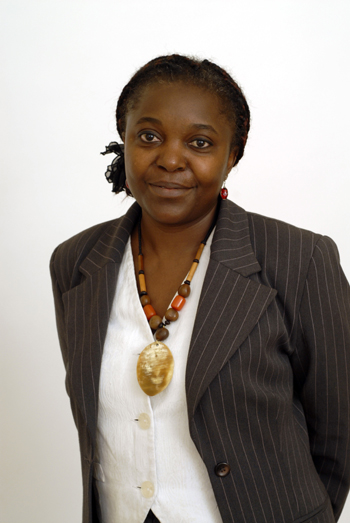
Cécile Kyenge

Cécile Kyenge Kashetu, född 28 augusti 1964 i Kambove, Kongo-Léopoldville, är en kongolesisk-italiensk politiker och oftalmolog. Hon är Europarlamentariker sedan 2014.
Kyenge bosatte sig 1983 i Italien, där hon blev oftalmolog i Modena, Emilia-Romagna. I februari 2013 invaldes hon i italienska deputeradekammaren som representant för Demokratiska partiet i Emilia-Romagna. Två månader senare blev hon integrationsminister i Lettas regering och därigenom Italiens första svarta minister.
Utnämningen av Kyenge har resulterat i rasistiska angrepp från politiker tillhörande partiet Lega Nord; bland annat har Roberto Calderoli, vicepresident i italienska senaten, jämfört henne med en orangutang. Hon har även utsatts för rasistiska kampanjer av det nyfascistiska partiet Forza Nuova och andra högerextrema grupper.